# NGC 473
NGC 473 (również PGC 4785 lub UGC 859) – galaktyka spiralna z poprzeczką (SB0-a), znajdująca się w gwiazdozbiorze Ryb. Odkrył ją William Herschel 15 października 1784 roku.